# Wuhubroen
Wuhubroen (蕪湖大橋) er to store broer, som krydser floden Chang Jiang i provinsen Wuhu i Kina.
31°23′16″N 118°20′07″Ø / 31.387714°N 118.335278°Ø